# زبابة زاكاتيكاس
زبابة زاكاتيكاس (الاسم العلمي: Sorex emarginatus) (بالإنجليزية: Zacatecas Shrew)‏ هي نوع من الثدييات يتبع جنس الزبابة من الفصيلة الزبابات.